# ジグルクロン酸ビリルビン
ジグルクロン酸ビリルビン（ジグルクロンさんビリルビン、Bilirubin diglucuronide）は、2つのグルクロン酸によって抱合を受けたビリルビンである。
ビリルビンジグルクロニドとも、抱合型ビリルビンとも言う。
ビリルビン代謝において、親水基を有するジグルクロン酸ビリルビンは、水溶性となり、肝毛細胆管側膜（canalicular membrane）を通過し、胆汁の一部となる。
肝臓においてグルクロン酸転移酵素とウリジン二リン酸グルクロン酸によりビリルビンはグルクロン酸抱合を受け、水に溶けるようになる。抱合型ビリルビンはほとんどが胆汁の一部となって十二指腸に分泌される。抱合型ビリルビンの一部は大腸に達し、腸内細菌の働きにより還元されてウロビリノーゲンに代謝される。ウロビリノーゲンはさらに還元されてステルコビリノーゲンになり、別の部位が酸化されて最終的にはステルコビリンになる。このステルコビリンは大便の茶色の元である。ウロビリノーゲンの一部は再吸収されて、側鎖が酸化されて黄色のウロビリンとなり尿から排泄される。
抱合型ビリルビンは、直接ビリルビンとも呼ばれている。